# Zariovo
Zariovo (en rus Зарëво) és un possiólok de la República d'Adiguèsia, a Rússia. És a 13 km a l'oest de Khakurinokhabl i a 43 km al nord de Maikop.
Pertanyen a aquest possiólok els khútors de Vessioli, Doroixenko, Zadunàievski, Kelemétov, Leiboabàzov, Mikhàilov, Novorússov i Txerníxev i el possiólok d'Ulski.